# Reduta (teatru)
Reduta a fost un teatru experimental fondat de Juliusz Osterwa și Mieczysław Limanowski⁠(d), care a existat între anii 1919–1939. Reduta a fost primul teatru-laborator (teatru alternativ) din Polonia, care a implicat căutarea unor noi metode de actorie.

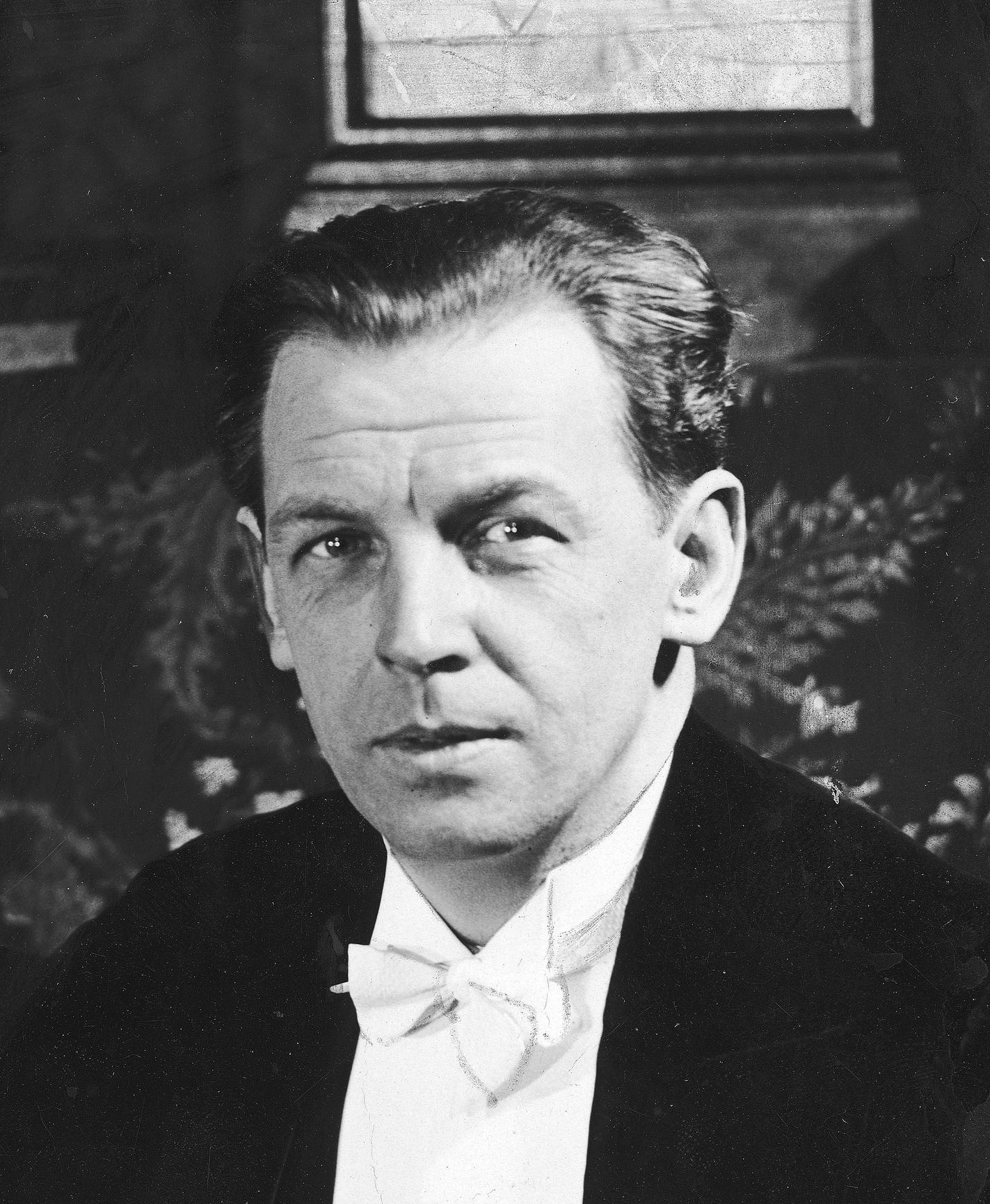
Juliusz Osterwa în 1930

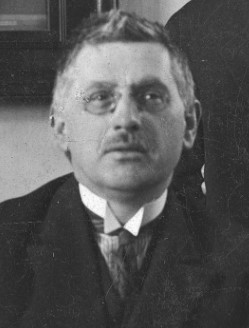
Mieczysław Limanowski în 1925

## Istorie
Osterwa și Limanowski au fost inspirați să creeze Reduta din ideile exprimate de Konstantin Stanisławski, în primul rând de munca și activitățile sale în teatrul Teatrul Academic de Artă M. Gorki din Moscova (în rusă Московский Художественный академический театр им. М. Горького, MXA) din Moscova.
Reduta a avut sediul inițial în sălile Redutowe ale Teatrului Mare din Varșovia (puse la dispoziție de Jan Lorentowicz⁠(d), directorul Teatrelor Orașelor) și a fost o filială a  Teatrului de Varietăți, cu un public de 292 de persoane.
Sala mică a avut un public pe treisprezece rânduri de scaune. Designul interior al camerei și culoarea scaunelor au fost albe (proiectate de Antoni Aleksander Jawornicki). Mai era loc de stat pe balcoane pentru 20 de persoane. Scena a fost plasată la același nivel cu publicul, cu scopul de a permite contactul direct cu publicul.
Numele de Redută se referea, pe de o parte, la specificul camerelor (scopul lor era balurile mascate, numite redute), iar pe de alta parte la tradițiile militare (reduta ca post militar avansat) si la poezia Reduta Ordon  de Adam Mickiewicz. Emblema teatrului includea trei elipse care se intersectau cu un „R” înscris în mijloc, care era un simbol al fertilității și al căutării perfecțiunii. Prima reprezentație a teatrului Reduta a fost piesa Ponad śnieg bielszym się stanę a lui Stefan Żeromski , regizată de Juliusz Osterwa și cu Wincenty Rudomski în rolul principal și Wanda Siemaszkowa⁠(d) în rolul mamei sale, cu decoruri de Zbigniew Pronaszko⁠(d).

## Reduta din Varșovia 1919–1924
Fondatorii teatrului Reduta - actorul Juliusz Osterwa din Cracovia și geologul și iubitorul de teatru Mieczysław Limanowski⁠(d) născut la Lviv - s-au inspirat din concepte din secolul al XIX-lea și începutul secolului al XX-lea - ca ezoterism, misticism și mesianism. Ei au perceput arta și teatrul ca un domeniu și o unealtă de dezvoltare spirituală, care să completeze religia.  
La început, echipa a lucrat pe textele unor autori polonezi, iar activitățile au avut un caracter de studiu, din care atelierele au fost parte integrantă. Creatorii teatrului Reduta au dorit ca să creeze un grup bazat pe principii noi, care căutau reguli alternative în montaj și regie. Lucrările au durat mult timp, dar au trebuit să fie planificate perfect. Echipa de oameni care au creat împreună evenimentele a trebuit să fie o comunitate în care toată lumea a fost gata ca să se dedice lucrărilor de teatru și să lucreze cu ei înșiși. În acest scop, el s-a străduit ca să dezvolte o metodă spre autoeducație, dezvoltare spirituală și care să fie devotată serviciului social. În ipotezele sale, creatorii teatrului și-au propus să creeze un teatru care să implementeze ideile teatrului romantic al transformării.
Au început cu un repertoriu realist - Într-o casă mică de  Tadeusz Rittner⁠(d) și cu încercări ulterioare de a crea un „mister al teatrului” prin stilizare și experimente de avangardă. Spectacolele au fost precedate nu doar de analiza în profunzime a textului literar a lui Limanowski, ci și de experimente menite să facă din rol o adevărată experiență pentru actori. 
În toamna anului 1923, teatrul Reduta a trecut printr-o criză notabilă, parțial din cauza implicării lui Osterwa în gestionarea Teatrului de Varietăți⁠(d), și în primul rând datorită deciziei de a-l transforma într-un teatru ambulant axat pe munca de laborator. În perioada Varșovia, Reduta a avut succese, dar au fost scoase la iveală și unele greșeli și eșecuri, posibile în teatrul experimental. Osterwa și Limanowski au reușit să creeze o echipă de angajați devotați (printre care Maria Dulęba⁠(d), Wanda Osterwina⁠(d), Stefan Jaracz, Józef Poremba, Edmund Wierciński⁠(d)) în jurul cărora tinerii s-au adunat de bunăvoie. Având în vedere tinerii stagiari/ucenici, în 1921 a luat ființă Cercul Adepților, care a fost transformat în Institutul Reduta în 1922. Acesta a fost o școală de actorie ai cărei elevi au format un grup de teatru și care a îmbinat formarea actoricească cu activitatea în  teatru Reduta, educând astfel viitorii actori.

## Reduta la Vilnius 1925–1929
Compania Reduta s-a mutat la Vilnius în 1925, având sediul la Teatr na Pohulance. Din păcate, speranțele asociate cu mutarea s-au dovedit a fi iluzorii, iar condițiile de muncă au fost foarte grele. Grupul a trebuit să conducă un teatru de repertoriu din oraș, care a deservit două instituții: Teatrul Pohulanka și scena din Grodno. În prima perioadă, grupul a jucat doar piese poloneze, majoritatea în premieră. Cu toate acestea, în al doilea sezon, Osterwa a abandonat încet regula de a interpreta doar piese poloneze, iar Reduta a pus mai des în scenă piese ale unor autori străini: Oscar Wilde, Maurice Maeterlinck, Molière, Henrik Ibsen, Luigi Pirandello, José Zorilla. Ritmul și numărul montărilor în scenă erau amețitoare, de exemplu în luna iunie 1926 s-au susținut 25 de spectacole în zece orașe: Lidzie, Grodno, Suwałki, Białystok, Wołkowysk, Słonim, Baranowicze, Nowogródek, Nieśwież, Hajnówka. După premiera piesei Visul de Felicja Kruszewska⁠(d)  în regia lui Edmund Wierciński (la 17 martie 1927) și ca urmare a conflictului cu Osterwa, un grup de membri ai Redutei a plecat la Teatrul Nou din Poznań. În această perioadă, Limanowski a părăsit și el Reduta și a preluat Departamentul de Geografie de la Universitatea Stefan Batory din Vilnius.  În această perioadă, teatrul a avut și mai multe spectacole itinerante în toată Polonia (peste 1.500 de spectacole în 173 de orașe).

## A doua Reduta din Varșovia 1931–1939
În 1931, teatrul a fost din nou mutat în Varșovia,  la subsolul clădirii Powszechny Zakład Ubezpieczeń Wzajemnych. În această perioadă, Reduta a funcționat ca Institutul Reduta, acolo s-au desfășurat atelierele și lucrările pedagogice, iar uneori au fost produse spectacole fără bilet, ca un fel de demonstrație de lucru. Grupul de turnee, dar și Teatrul Școlar și Studioul Radio au continuat să funcționeze. ,
La Institut a mai existat un atelier de artă și scenă, o arhivă, o editură și o bibliotecă. 
În ultima perioadă a activității sale s-au dezvoltat principiile și formele de pregătire actoricească, menite să fie cel mai apropiate de ipotezele ideologice ale conducătorilor teatrului Reduta. Sfârșitul activității sale a fost asociat cu izbucnirea celui de-al Doilea Război Mondial, în ciuda eforturilor, trupa nu a putut fi reactivată în perioada postbelică; Juliusz Osterwa a murit la 10 mai 1947 la Cracovia, câteva luni mai târziu, la 25 ianuarie 1948, Mieczysław Limanowski a murit la Toruń.

## Reduta în turneu
Turneul a devenit un nou mod de operare, ca o soluție bună la criza artei și elitismul teatrului.  Echipa de la Reduta a vrut să arate un teatru profesionist celor care nu au avut acces la el. 
Primul turneu, care a început în mai 1924, a cuprins 34 de orașe, printre care: Chełm, Brest, Białystok, Truskawiec, Sandomierz, Kołomyja, Drohobych, Ostróg, Sarny, Kovel și Lutsk.
Reduta a pus în scenă drame scrise de Żeromski (inclusiv Uciekła mi pióreczka) și Jerzy Szaniawski - acești artiști au cooperat constant cu teatrul. Alte spectacole importante au fost Eliberare de Stanisław Wyspiański, Książę Niezłomny⁠(d) de Juliusz Słowacki  și Judasz de Kazimierz Przerwa-Tetmajer.
Creatori ulteriori ai unor teatre alternative poloneze, mai ales Jerzy Grotowski și Włodzimierz Staniewski, s-au referit la experiențele lor cu teatrul Reduta.

## Moștenire
Jerzy Grotowski s-a referit în mod repetat la tradiția teatrului Reduta, în declarațiile sale el a arătat în primul rând etica muncii și perseverența în căutarea echipei, bazându-se pe experiența muncii de studio și de laborator. Întâlnirea cu elevii lui Osterwa, Halina Gallowa⁠(d), și apoi cuplul Byrski, a fost, fără îndoială, importantă pentru el. Expresia externă a relației dintre Teatrul de Laborator și Redută a fost adoptarea semnului Reduta - trei bucle interconectate simbolizând infinitul, perseverența în căutare - ca semn al Teatrului de Laborator, cu litera „L” înlocuind „R” în centru.
Centrul de Practici Teatrale „Gardzienice” continuă, într-o oarecare măsură, ideea și opera teatrului Reduta, urmând exemplul lucrului cu muzica și al experimentării muzicalității cu toată ființa.
În 2002, Teatrul Wierszalin din Supraśl a făcut un „tur Reduta în Lituania” cu piesa „Dziady”.

## Spectacole[11]
- Ponad śnieg bielszym się stanę de Stefan Żeromski (29 noiembrie 1919), Inaugurarea Teatrului Reduta
- W małym domku de Tadeusz Rittner⁠(d) (17 februarie 1920)
- Papierowy kochanek de Jerzy Szaniawski (12 mai 1920)
- Fircyk w zalotach de Franciszek Zabłocki⁠(d) (16 octombrie 1920)
- Pomsta (Skąpany świat) de Władysław Orkan (26 noiembrie 1920)
- Wojna i miłość de Włodzimierz Chełmicki (2 februarie 1921)
- Przechodzień de Bohdan Katerwa (5 aprilie 1921)
- Balwierz zakochany – fantazja poetycka, Un frizer îndrăgostit - o fantezie poetică [12] de Zygmunt Kawecki (14 iulie 1921)
- Wytworny szachraj (Ewa) de Jerzy Szaniawski (3 decembrie 1921)
- Czupurek de Benedykt Hertz (13 ianuarie 1922)
- Ulica dziwna, Strada ciudată de Kazimierz Czyżowski (23 februarie 1922), cel mai îndrăzneț experiment al Redutei din Varșovia
- Judasz de Kazimierz Przerwa-Tetmajer (23 mai 1922)
- Pastorałkade Leon Schiller (24 decembrie 1922)
- Wielkanoc. Historia o Męce Najświętszej i Chwalebnym Zmartwychwstaniu Pańskim w 3 sprawach; Paști. Povestea Sfintei Patimi și a Învierii Slave a Domnului în trei cazuri aranjat dramaturgic și regizat de Leon Schiller (2 aprilie 1923)
- Turoń de Stefan Żeromski (24 aprilie 1923)
- Samobójstwo; Sinuciderea lui Józef Poremba (27 decembrie 1923)
- Reduta de Paște (Wielkanoc) în fața bisericii Sf. Janów de la Vilnius (29 mai 1924)
- Fircyk w zalotach de Franciszek Zabłocki (26 septembrie 1925), inaugurarea Redutei din Vilnius
- Nunta de Stanisław Wyspiański, montată de Mieczysław Limanowski, Iwo Gall și Juliusz Osterwa (4 noiembrie 1925)
- Wyzwolenie; Eliberarea lui Stanisław Wyspiański (23 decembrie 1925), inaugurarea activităților teatrului Reduta la Teatrul Pohulanka din Vilnius
- Książę Niezłomny de Calderón/Słowacki (22 mai 1926), producție în aer liber la Vilnius
- Sen; Visul de Felicja Kruszewska (17 martie 1927)
- Marea expediție cu Księciem Niezłomnym; Prințul Constant (4 iunie 1927)
- Sprawa Moniki; Cazul Monika de Maria Morozowicz-Szczepkowska (27 februarie 1932)
- Teoria Einsteina; Teoria lui Einstein de Antoni Cwojdziński (23 decembrie 1934)
- Inelul Marii Doamne Cyprian Kamil Norwid (26 martie 1936)
- Piesa radiofonică Don Miguel Mañara bazată pe drama lui Oskar Miłosz (14 aprilie 1938)